# Hoceni
Hoceni est une commune roumaine située dans le județ de Vaslui.